# Ziellos
Der Fernsehfilm Ziellos ist eine schweizerische Produktion unter Beteiligung des Fernsehsenders SRF und der HesseGreutert Film AG aus dem Jahr 2014. Der Spielfilm erzählt die Geschichte von Pascal und seinem Umfeld.
Die TV-Erstausstrahlung erfolgte auf SRF 1 am 6. April 2014.

## Inhalt
Die Hauptperson ist der 19-jährige Pascal, welcher ein notorischer Querkopf mit Null-Bock-Haltung ist. Zusammen mit seiner alleinerziehenden Mutter lebt er in einem Aussenquartier von Zürich. Nach abgebrochener Schreinerlehre jobbt er als Pizzakurier.
Als Pascal eines Tages den Marschbefehl für die Rekrutenschule bekommt, rückt er gezwungenermassen in die RS ein. Er widersetzt sich von Anfang an den Befehlen seines Vorgesetzten Oberwachtmeister Bodenmann. Dadurch trifft er auf den Kommandanten Oberst Zünd, der merkt, dass es Pascal nur an einem Lebensziel mangelt, und ihn fördert. In der RS lernt Pascal, Teamgeist zu entwickeln und Verantwortung zu übernehmen. Dies lässt ihn zum ersten Mal das Gefühl der Anerkennung und Freundschaft erfahren.
Als die RS absolviert ist, möchte er seine abgebrochene Schreinerlehre abschliessen. Gleichzeitig ist er an der schönen Studentin Leila interessiert, die er im Ausgang der RS kennengelernt hat, und möchte sie erobern. Aber mit seinem Neustart klappt es einfach nicht. Denn all seine Bewerbungen um eine Lehrstelle werden wegen seiner ungenügenden Noten abgelehnt. Es trifft ihn sehr, dass niemand ihm eine zweite Chance geben möchte. Als Leila zusätzlich studienhalber für ein Semester ins Ausland geht, wird sein erst kürzlich erworbenes Selbstvertrauen in Mitleidenschaft gezogen. Nun kommen langsam die alten Verhaltensmuster zurück, welche ihn letztendlich dazu bringen, mit seinem Sturmgewehr, welches er, wie in der Schweiz üblich, zu Hause aufbewahrt, wahllos um sich zu schiessen und fünf Menschen zu töten.

## Hintergrund
Die Geschichte beruht auf dem wahren Mordfall Hönggerberg, bei dem ein junger Mann am Tag der Rückkehr aus der Rekrutenschule an einer Bushaltestelle ohne erkennbares Motiv ein Mädchen mit seinem Sturmgewehr erschoss. Dies las Hilber 2007 in den Zeitungen. Daraufhin entwickelte er den Film Ziellos.
Dem Regisseur geht es nicht um diesen Fall, sondern um die Frage, warum junge Männer so frustriert werden, dass solche Gewaltausbrüche entstehen. Der Film stellt die heutige Situation der Jungen dar und zeigt Möglichkeiten, wie diese Entwicklungen gestoppt werden könnten, und zeigt auf, dass Jugendliche mit schulischen oder psychischen Beeinträchtigungen trotz aller Schwierigkeiten Chancen auf eine Lehre erhalten sollten.
Drehort der meisten Kasernenszenen war die Kaserne Liestal.